# Procesja teoforyczna
Procesja teoforyczna – następuje kiedy celebrans niesie Najświętszy Sakrament poza kościół wśród uroczystych obrzędów i śpiewów, a wierni składają publiczne świadectwo swej wiary i pobożności wobec Chrystusa Eucharystycznego. Na końcu takiej procesji ma miejsce błogosławieństwo Najświętszym Sakramentem.
Najbardziej znaną tego typu procesją jest Procesja Bożego Ciała.